# Debra Morgan
Debra Morgan is een personage uit de boekenreeks Dexter van Jeff Lindsay; ze verschijnt ook in de gelijknamige televisieserie Dexter, waarin haar rol vertolkt wordt door actrice Jennifer Carpenter.
Debra werkt aanvankelijk als undercoveragent voor de politie. Ze wordt voorgesteld als de zus van Dexter Morgan, ware het niet dat al in de eerste aflevering blijkt dat Dexter eigenlijk geadopteerd werd door Debra's vader Harry Morgan toen ze nog zeer jong was. Debra en Dexter hebben een extreem nauwe band met elkaar. Het personage heeft er al verschillende relaties opzitten en is in de loop der tijd ontzettend geëvolueerd. In seizoen 1 wordt Debra verliefd op een man die zichzelf Rudy Cooper noemt, maar uiteindelijk blijkt het te gaan om "Ice Truck Killer" Brian Moser, de broer van Dexter. Ze wordt door hem ontvoerd, maar Dexter kan haar redden. In seizoen 2 heeft ze een relatie met FBI-agent Frank Lundy, die later in seizoen 4 voor haar ogen wordt vermoord. Nadat ook haar schoonzus Rita Bennett vermoord werd, helpt Debra haar broer Dexter in de opvoeding van zijn zoontje Harrisson.

## Biografie

### Verleden
Debra is geboren als dochter van Doris en Harry Morgan en is de pleegzus van Dexter Morgan. Al van jongs af aan is ze stoer en gebruikt ze grove woorden, maar hunkert ze eigenlijk naar aandacht van haar vader. Ze benijdt Dexter voor al de tijd die hij en Harry samen doorbrengen, maar heeft er geen idee van dat Harry hem toen leerde hoe hij ongestraft kon moorden.
Als ze zestien is, sterft haar moeder aan kanker. Sindsdien is ze vastberaden om net als haar vader rechercheur te worden. Ze begint schieten te leren met het wapen van haar vader. Dexter ontdekt dit en vertelt dit aan Harry, die haar straft. Een razende Debra zegt dan tegen Dexter dat Harry nooit in hun leven toegelaten mocht worden; al gauw trekt ze haar woorden weer in en verontschuldigt ze zich.
Enkele jaren later is Debra radeloos na de dood van haar vader. Geïnspireerd door zijn legendarische carrière, wil ze in zijn voetsporen treden. Ze gaat bij de politie werken, waar ze jarenlang rondvertelt dat ze droomt van een baan als moordonderzoeker.
Ze brengt jaren door als agent bij de wegpolitie en is tevens op patrouilles, tot ze door grote baas Tom Matthews (een vriend van haar vader) gepromoveerd wordt naar Moordzaken. Deze scènes zijn de eerste beelden van het eerste seizoen.

### Seizoen 1
Debra wordt afgebeeld als slim en capabel, maar is eigenlijk onzeker over zichzelf en steeds vertrouwend op de expertise van haar broer Dexter om moeilijke zaken op te lossen. Na haar overplaatsing naar Moordzaken wordt ze zelfverzekerder en gelooft ze meer in haar eigen capaciteiten, die ze ten volle laat zien.
Debra wordt verliefd op Rudy Cooper. Ze weet niet dat hij eigenlijk de "Ice Truck Killer" is, en enkel toenadering tot haar zoekt om in de buurt van Dexter te kunnen komen. Aan het einde van het seizoen vraagt hij haar ten huwelijk waarop ze ja zegt. Rudy, die eigenlijk Dexters natuurlijke broer Brian Moser is, ontvoert haar kort nadien en onthult zijn identiteit aan Dexter. Brian bindt Debra vast aan een tafel, op dezelfde manier als Dexter te werk gaat bij zijn slachtoffers en wil haar samen met Dexter vermoorden. Uiteindelijk redt Dexter haar leven en vermoordt hij Brian om haar veiligheid te garanderen.

### Seizoen 2
Bij de start van seizoen 2 is Debra nog steeds herstellende van haar confrontatie met de "Ice Truck Killer". Ze is van mening dat ze geen goede rechercheur is, omdat ze niet door heeft gehad dat haar verloofde een seriemoordenaar is. FBI-agent Frank Lundy overtuigt haar van het tegendeel en begint na verloop van tijd een relatie met haar, die eindigt wanneer hij voor werk uit Miami wordt weggeroepen. Debra blijft voorlopig bij Dexter logeren, tot ze haar trauma verwerkt heeft.
Debra is verbijsterd wanneer ze ontdekt dat Dexter zijn vriendin Rita Bennett bedriegt met zijn therapeute Lila Touray. Debra vertrouwt Lila totaal niet en dreigt haar ware identiteit te achterhalen als ze Dexter niet met rust laat. In de seizoensfinale helpt ze Dexter om Rita's kinderen te redden uit de brand die Lila heeft aangestoken.
Aan het einde van het seizoen lijkt Debra haar zelfvertrouwen weer terug te hebben gewonnen, en is ze meer vastberaden dan ooit om nog verder te groeien in haar carrière.

### Seizoen 3
Debra heeft haar haren tot schouderlengte laten knippen en bant mannen, alcohol en sigaretten uit haar leven. Ze werkt nu samen met rechercheur Joey Quinn. En wordt benaderd door een inspecteur van Interne Zaken die haar vertelt dat Quinn verdacht wordt van corruptie. Ze weigert echter om mee te werken in het onderzoek.
Ze is aanvankelijk lid van het team dat de moord op Oscar, de broer van Miguel Prado, onderzoekt, maar wordt omwille van haar afwijkend gedrag door de pas gepromoveerde Angel Batista van de zaak gehaald. Ze krijgt een andere zaak toegewezen (de moord van een jonge vrouw), die ze al snel kan koppelen aan het lopende onderzoek rond seriemoordenaar "The Skinner". Ze verdiept zich in deze zaak met Anton Briggs, een informant met wie ze later een relatie begint. Door haar succes in deze zaak krijgt Debra aan het einde van het seizoen haar vaste benoeming.

### Seizoen 4
Dexter vertelt Debra dat hun vader een affaire had met een van zijn informanten. Ze trekt op onderzoek uit en hoopt op die manier te ontdekken om welke vrouw het gaat. Onder de mogelijke minnaressen blijkt ook Laura Moser te zitten. Intussen lijkt Debra's relatie met Anton bergafwaarts te gaan, zeker wanneer Lundy terugkeert naar Miami om de "Trinity Killer" te pakken. De twee gaan samen naar bed en besluiten hun relatie een nieuwe start te geven, maar diezelfde nacht worden ze beiden neergeschoten door een onbekende dader; Lundy sterft, maar Debra overleeft de aanslag. Ze ontdekt dat de "Trinity Killer" de schutter is en start een onderzoek.
Na overleg met Vince Masuka komt Debra erachter dat de "Trinity Killer" onmogelijk de schutter kan zijn. Wanneer ze samen met Dexters gezin Thanksgiving viert, herinnert Debra zich een gesprek dat ze met journaliste Christine Hill heeft gehad, en komt ze tot het besef dat Hill wel erg gedetailleerde informatie rond het incident bezit, en dat zij misschien de schutter is. (Dit wordt bevestigd in een latere aflevering, waar duidelijk wordt dat Hill de dochter van de "Trinity Killer" is.) Hill bekent dat ze Lundy heeft vermoord en pleegt vlak daarna zelfmoord.
Na deze gebeurtenissen hervat Debra haar zoektocht naar Harry's minnares en ontdekt ze de waarheid rond Laura Moser, alsook het feit dat Dexter en de "Ice Truck Killer" broers zijn. Ze vertelt dit aan Dexter (die dit al lang wist) en vertelt hem dat hij de enige goede constante in haar leven is.

### Seizoen 5
Debra begint een relatie met haar partner Joey Quinn. Zij en Quinn krijgen de zaak rond de "Barrel Girls" toegewezen, de hoofdzaak van het vijfde seizoen. Debra wordt diep geraakt door deze zaak, waarin 13 vrouwen blijken verkracht, gemarteld en vermoord te zijn door een groep mannen, om nadien in olievaten te worden gedumpt in een moeras. De politie vindt dvd's die de moordenaars maken van hun daden, en Debra krijgt de opdracht om deze te bestuderen. Ze ontdekt dat Jordan Chase, een bekend mediafiguur, bij de zaak betrokken is, maar kan haar vermoeden niet bewijzen omdat de man nooit op de dvd's verschijnt. Aan het einde van het seizoen komt ze hem op het spoor en vindt ze zijn lichaam, slechts enkele minuten nadat hij is vermoord door Dexter en Lumen Pierce. Ze ziet hun onherkenbare schimmen op de plaats delict door een plastic zeil, maar geeft hun de kans om te ontsnappen, omdat ze sympathie voelt voor Lumen, het overlevende slachtoffer. Ze ontdekt echter niet dat Dexter de tweede persoon is en dat hij en Lumen ook verantwoordelijk zijn voor de dood van de andere mannen.
Halverwege het seizoen ontdekt Debra dat Quinn, die vermoedt dat Dexter betrokken is bij de moord op Rita, achter haar rug een onderzoek naar Dexter is begonnen. Debra is razend en confronteert Quinn met de feiten. Quinn besluit uiteindelijk dat zijn relatie met Debra belangrijker is dan zijn (waarschijnlijk) ongegronde achterdocht in verband met Dexter, en staakt zijn onderzoek. Aan het einde van het seizoen lijkt alles weer koek en ei tussen Debra en Quinn en verschijnen ze samen op het verjaardagsfeestje van Dexters zoon Harrison.

## Persoonlijkheid
Door de serie heen wordt duidelijk dat Debra een sterk schild heeft ontwikkeld om haar kwetsbaarheid te verbergen. Ze houdt van Dexter als een echte zus en stelt zich zeer beschermend op tegenover hem, vaak tot vervelens toe.
Ze staat bekend om haar grove taal in bijna elke zin die ze uitspreekt. Veel mensen vermoeden dan ook dat ze lijdt aan het syndroom van Gilles de la Tourette. Deze eigenschap heeft haar al verschillende malen bijna in de problemen gebracht; soms reageert ze zonder het op dat moment te beseffen uiterst brutaal tegenover haar oversten, waarna ze meteen weer haar excuses aanbiedt. Vanwege haar grove taal werd ze een keer, in seizoen 3, van een belangrijke zaak gehaald. Debra wordt snel kwaad en gefrustreerd door verdachten, zeker wanneer er wat mis is met haar naasten. Soms lijkt ze niet meer in staat om zichzelf te beheersen en barst ze in tranen uit.

## Relaties
Debra staat erom bekend dat haar relaties met mannen iedere keer weer mislukken. Haar eerste vriendje was een mecanicien, Sean, die getrouwd bleek te zijn. Daarna had ze een relatie met Rudy Cooper, die haar ontvoerde en haar tweemaal probeerde te vermoorden.
In seizoen 2 wordt ze verliefd op beginnend schrijver Gabriel, die ze er later (onterecht) van verdenkt haar kennis over de "Ice Truck Killer" te misbruiken om zijn auteurscarrière uit de grond te stampen. Daarna begint ze een relatie met Frank Lundy, een 20 jaar oudere FBI-agent die haar aan het einde van het seizoen verlaat, maar in seizoen 4 weer terugkeert en hun relatie een nieuw leven inblaast. In de tussentijd had ze nog een relatie met informant Anton Briggs. In seizoen 5 beleeft ze een avontuurtje met haar partner Joey Quinn, die sindsdien smoorverliefd op haar is en er alles aan doet om haar te overtuigen een vaste relatie te beginnen en zelfs te gaan samenwonen.

## Verschillen met de boekenreeks
In de boekenreeks wordt de naam van het personage als "Deborah" geschreven. Ze ontdekt al vanaf het eerste boek dat Dexter een seriemoordenaar is en lijkt dit te accepteren, hoewel ze het soms zeer moeilijk vindt om de balans tussen de liefde voor haar broer en haar plicht als politievrouw te behouden. In de televisieserie weet Debra niets af van de "hobby" van Dexter en wordt de indruk gegeven dat ze ook nooit met dat gegeven zou kunnen omgaan.
Op het einde van het vijfde boek, Dexter is Delicious, blijkt Deborah zwanger te zijn van haar vriend Kyle Chutsky.